# Aichi E8A
Айчі E8A (англ. Aichi E8A) — проєкт розвідувального гідролітака Імперського флоту Японії періоду 1930-х років створений компанією Aichi на основі літака Vought O2U Corsair. Його дизайн використовував багато нових рішень, але не показав кращих характеристик ніж більш традиційний Nakajima E8N і програв в конкурсі.

## Історія створення
У 1933 році Імперський флот Японії сформулював технічні вимоги «8-Сі» на розробку двомісного розвідувального гідролітака, який мав би замінити застарілі Nakajima E2N та Nakajima E4N. Основними вимогами були маневреність не гірша, ніж у сучасних винищувачів та використання двигуна  Nakajima Kotobuki 2 KAI 1 потужністю 585 к.с. У конкурсі взяли участь фірми Kawanishi, Aichi та Nakajima, проєкти яких отримали позначення E8K, E8A та E8N відповідно. Прототип фірми Kawanishi показав результати, гірші, ніж у попередника E4Y і у лютому 1934 року був відхилений флотом. Основне суперництво розгорілось між літаками фірм Aichi та Nakajima.
В компанії Aichi проєкт очолив Йошішіро Мацуо, який досліджував імпортований американський гідроплан Vought O2U Corsair з 1932 року і вже мав попередні напрацювання. Літак з заводським позначенням AB-7 (від Aichi Biplane) був двомісним біпланом змішаної конструкції, з напівзакритою кабіною екіпажу. Крила літака могли складатись для зберігання на борту корабля. Шасі складалось з одного основного та двох підтримуючих поплавків, і могло бути замінене на колісне. Літак був оснащений двигуном Nakajima Kotobuki 2 KAI 1 потужністю 585 к.с. з металевим гвинтом постійного кроку. Озброєння складалось з одного курсового синхронного 7,7-мм кулемета та такого ж кулемета на турелі в кабіні стрільця.
Всього було збудовано 2 прототипи AB-7, які отримали довгу назву «Експериментальний гідроплан 8-ші» (яп. 八試水上偵察機, Хачі-ші Суіджьо: Тейсацукі) і попереднє коротке позначення E8A1. Точні результати випробувань, які проводились у 1935 році, не збереглись, але характеристики E8A та E8N були близькими. Проте E8N виявився трохи кращим, і зрештою був прийнятий на озброєння.
Паралельно з AB-7 компанія також розробляла гідроплан-низькоплан під позначенням AM-7 (від Aichi Monoplane), який також мав відповідати технічним вимогам «8-Сі». Він використовував двигун Bristol Mercury і капот NACA, і мав схожу схему поплавків як в E8N. Проте цей дизайн було відкладено доволі швидко, оскільки його характеристики не перевершували характеристики E4N, якого мав би замінити.

## Тактико-технічні характеристики
Дані з Japanese Aircraft 1910—1941

### Технічні характеристики
- Екіпаж: 2 особи
- Довжина: 8,85 м
- Висота: 3,57 м
- Розмах крила: 10,50 м
- Двигун: 1 × 9-и циліндровий радіальний двигун Nakajima Kotobuki 2 KAI 1 повітряного охолодження
- Потужність: 580 к. с.

### Озброєння
- Кулеметне 2 × 7,7-мм кулемети
- Бомбове 4 × 30 кг бомб